# Vangelis
 Der er for få eller ingen kildehenvisninger i denne artikel, hvilket er et problem. Du kan hjælpe ved at angive troværdige kilder til de påstande, som fremføres i artiklen.

Vangelis (græsk Βαγγέλης), egentlig Evánghelos Odysséas Papathanassíou (græsk Ευάγγελος Οδυσσέας Παπαθανασίου), (født 29. marts 1943 i Volos, Grækenland, død 17. maj 2022 i Paris) var en græsk musiker som i 1968 startede bandet Aphrodite's Child sammen med Demis Roussos og Loukas Sideras. Da bandet blev opløst i 1971 startede han som solokunstner og komponist. Vangelis har hovedsageligt produceret elektronisk musik og synthmusik siden denne genre brød igennem i 1970'erne. Sammen med Jean Michel Jarre er Vangelis en forgrundsfigur inden for den elektroniske musik, og særlig den melodiske del af denne. Han har i sin solokarriere haft mange vellykkede samarbejder, blandt andet med sangeren Jon Anderson fra gruppen Yes i duoen Jon & Vangelis.
Han fik en Oscar for filmmusikken til filmen Chariots of Fire og har derudover også komponeret musikken til film som Blade Runner og 1492: Conquest of Paradise. Han komponerede også hymnen til VM i fodbold 2002.

## Udvalgt diskografi

### Album
- 1972 – Fais Que Ton Reve Soit Plus Long Que La Nuit
- 1973 – Earth
- 1975 – Heaven and Hell
- 1976 – Albedo 0.39
- 1977 – Spiral
- 1978 – Beaubourg
- 1979 – China
- 1979 – Odes (med Irene Papas)
- 1980 – See You Later
- 1980 – Short Stories (som Jon & Vangelis)
- 1981 – The Friends of Mr. Cairo (som Jon & Vangelis)
- 1981 – Ich Hab’ Keine Angst (som Milva & Vangelis)
- 1981 – Moi, Je N’ai Pas Peur (som Milva & Vangelis; fransk version af Ich hab' keine Angst)
- 1983 – Private Collection (som Jon & Vangelis)
- 1984 – Soil Festivities
- 1985 – Mask
- 1985 – Invisible Connections
- 1986 – Rhapsodies (med Irene Papas)
- 1986 – Geheimnisse (med Milva)
- 1986 – Tra Due Sogni (med Milva; italiensk version af Geheimnisse)
- 1988 – Direct
- 1990 – The City
- 1991 – Page of Life (som Jon & Vangelis)
- 1995 – Voices
- 1996 – Oceanic
- 1998 – El Greco
- 2001 – Mythodea

### Filmmusik
- 1970 – Sex Power
- 1973 – L'Apocalypse des Animaux
- 1975 – Ignacio
- 1976 – La Fete Sauvage
- 1979 – Opera Sauvage
- 1981 – Viljen til sejr (Chariots of Fire)
- 1982 – Blade Runner
- 1983 – Antarctica
- 1992 – 1492: Conquest of Paradise
- 2004 – Alexander

### Begrænsede udgaver
- 1984 – Silent Portraits (med portrætbog)
- 1995 – Foros Timis Ston Greco (museumsudgave af El Greco)
- 2004 – Ithaca (spoken word-indspilning af digtern Cavafy med Sean Connery)

### Opsamlingsalbum
- 1978 – The Best of Vangelis
- 1982 – To the Unknown Man
- 1985 – Magic Moments
- 1984 – The Best of Jon & Vangelis (som Jon & Vangelis)
- 1989 – Themes
- 1994 – Chronicles (som Jon & Vangelis)
- 1995 – Mundo Magico De Vangelis
- 1995 – Themes II
- 1996 – Portraits (So Long Ago, So Clear)
- 1998 – Mystera
- 1999 – Mystera III
- 2001 – The Best of Mystera
- 2000 – Reprise 1990-1999
- 2003 – Odyssey

### Promo-album
- 1976 – The Vangelis Radio Special

### Ep'er og singler
- 1968 – The Clock / Our Love Sleeps on the Water
- 1977 – To the Unknown Man / To the Unknown Man 2
- 1979 – The Long March / The Long March 2
- 1979 – I Hear You Now / Thunder (Jon & Vangelis)
- 1980 – Don’t Be Foolish / Doesn’t Matter (med Peter Marsh)
- 1980 – My Love / Domestic Logic One
- 1981 – I'll Find My Way Home / Back To School (Jon & Vangelis)
- 1983 – And When the Night Comes / Song Is (Jon & Vangelis)
- 1991 – Wisdom Chain (EP; Jon & Vangelis)
- 1992 – Conquest of Paradise (EP)
- 1992 – In London (med Neuronium)
- 1996 – Ask the Mountains (EP; med Stina Nordenstam)
- 1996 – A Separate Affair (EP; med Neuronium; remix af In London; nyudgivet i 2002)
- 1997 – March With Me / Like a Dream (med Montserrat Caballe)
- 2001 – Mythodea Special Edit
- 2002 – Anthem – 2002 FIFA World Cup Official Anthem (ep i en række udgaver)